# پرسیا
پرسیا (به فرانسوی: Pressiat) یک کمون سابق در فرانسه است که در دپارتمان ان واقع شده‌است.

## خصوصیات
پرسیا ۶٫۰۱ کیلومترمربع مساحت و ۲۱۶ نفر جمعیت دارد و ۳۶۰ متر بالاتر از سطح دریا واقع شده‌است.